# Bardo (film)
Pour les articles homonymes, voir Bardo.
Pour plus de détails, voir Fiche technique et Distribution.
Bardo, fausse chronique de quelques vérités, ou simplement Bardo, est un film mexicain réalisé par Alejandro González Iñárritu et sorti en 2022.
Il est présenté à la Mostra de Venise 2022. Il connaîtra ensuite une sortie limitée en salles dans certains pays avant sa diffusion mondiale sur Netflix.

## Synopsis
Silverio, un journaliste mexicain réputé qui vit aux États-Unis, retourne dans son pays natal où il reçoit un prix honorifique. Il va être confronté à ses origines, sa famille ainsi qu'à la réalité actuelle du Mexique.

## Fiche technique
Sauf indication contraire, les informations mentionnées dans cette section peuvent être confirmées par la base de données cinématographiques IMDb,  présente dans la section « Liens externes ».
- Titre original : Bardo, falsa crónica de unas cuantas verdades
- Titre anglais : Bardo (or False Chronicle of a Handful of Truths)
- Titre français : Bardo, fausse chronique de quelques vérités
- Réalisation : Alejandro González Iñárritu
- Scénario : Alejandro González Iñárritu et Nicolás Giacobone
- Musique : Bryce Dessner et Alejandro González Iñárritu
- Costumes : Anna Terrazas
- Photographie : Darius Khondji
- Décors : Eugenio Caballero
- Production : Alejandro González Iñárritu et Stacy Perskie
  - Production associée : Natalia Gonzalez
- Sociétés de production : Estudios Churubusco
- Sociétés de distribution : Netflix
- Pays de production :  Mexique
- Langue originale : espagnol
- Format : couleur - 2,39:1 - Dolby Digital / Dolby Atmos
- Genre : comédie dramatique
- Durée : 174 minutes ; 196 minutes (montage présenté à la Mostra)
- Dates de sortie[2] :
  - Italie : 1er septembre 2022 (Mostra de Venise)
  - Mexique : 27 octobre 2022
  - Monde : 16 décembre 2022 (Netflix)

## Distribution
Sauf indication contraire, les informations mentionnées dans cette section peuvent être confirmées par la base de données cinématographiques IMDb,  présente dans la section « Liens externes ».
- Daniel Giménez Cacho : Silverio
- Griselda Siciliani : Lucia
- Ximena Lamadrid : Camila
- Íker Sánchez Solano : Lorenzo
- Luis Couturier : Lisandro
- Luz Jiménez : Maria
- Andrés Almeida : Martin
- Clementina Guadarrama : Hortensia
- Jay O. Sanders : l'ambassadeur Jones
- Francisco Rubio : Luis
- Noé Hernández : El Ajolote
- Fabiola Guajardo : Tania
- Ivan Massagué : Hernán Cortés

## Production
En mars 2020, il est annoncé qu'Alejandro González Iñárritu va écrire, réaliser et produire un nouveau film qui sera tourné à Mexico avec Bradford Young comme directeur de la photographie. C'est le premier film du cinéaste tourné dans son pays natal 20 ans après Amours chiennes. L'actrice argentine Griselda Siciliani rejoint le projet en mars 2021. En juillet 2021, Grantham Coleman est également annoncé.
Le tournage débute le 3 mars 2021 à Mexico. C'est finalement Darius Khondji qui officie comme directeur de la photographie, en remplacement de Bradford Young. Les prises de vues se déroulent également dans les studios Churubusco près de Mexico,,. L'équipe tourne notamment dans le centre historique de Mexico. En septembre 2021, il est annoncé que le tournage du film, intitulé Bardo (or False Chronicle of a Handful of Truths), est achevé.
En avril 2022, en pleine post-production, Netflix acheta les droits du film.

## Thématiques
Le titre reprend le Bardo, un concept bouddhiste entre la mort et la renaissance.
Le film est autobiographique, ou dans l'autofiction, Silverio étant l'alter ego du cinéaste. Le ton est dans le surréalisme, l'onirisme et le narcissisme. Bardo est très régulièrement comparé à Huit et demi, bien qu'Iñárritu cite plus comme influence les traditions sud-américaines,,.

## Distinctions

### Récompenses
- Mostra de Venise 2022 : prix UNIMED
- Camerimage 2022 : Grenouille d'argent et prix FIPRESCI pour Darius Khondji

### Nominations
- Camerimage 2022 : Grenouille d'or pour Darius Khondji
- Oscars 2023 : meilleure photographie

### Sélections
- Mostra de Venise 2022 : sélection officielle, en compétition